# Bashi-bazouk

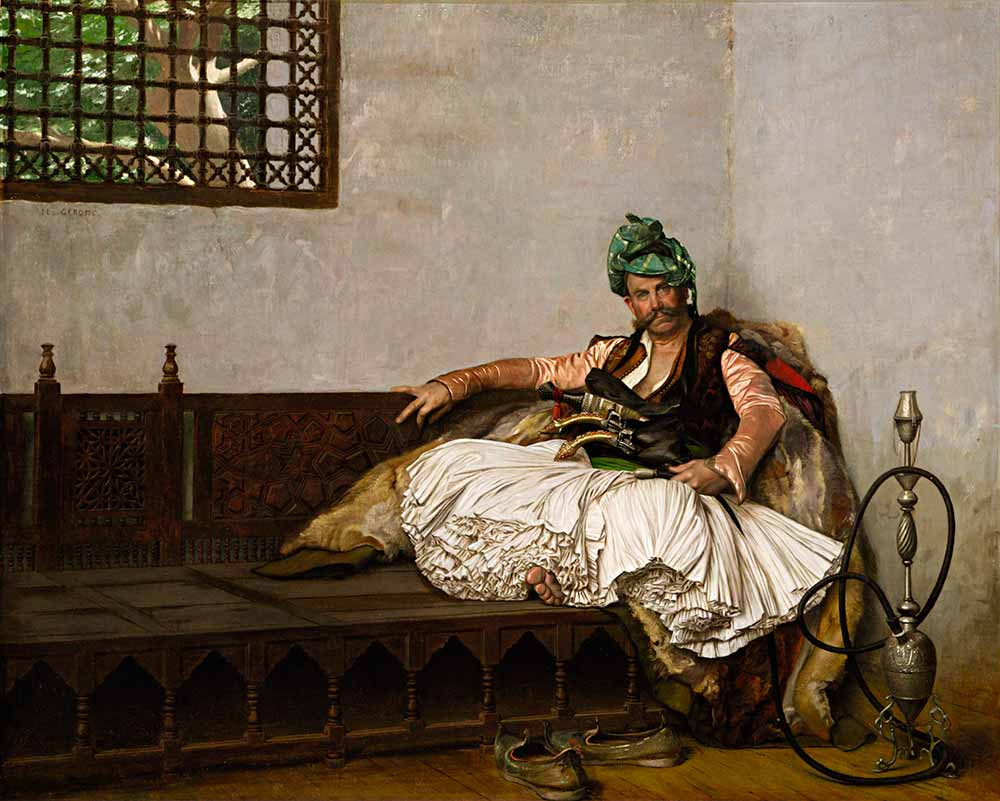
'Bashi-Bazouk Chieftain' por Jean-Léon Gérôme, francês. Óleo, 1881.

Um bashi-bazouk ou bashibazouk (em turco başıbozuk, ou delibaş) era um tipo de soldado do Império Otomano.

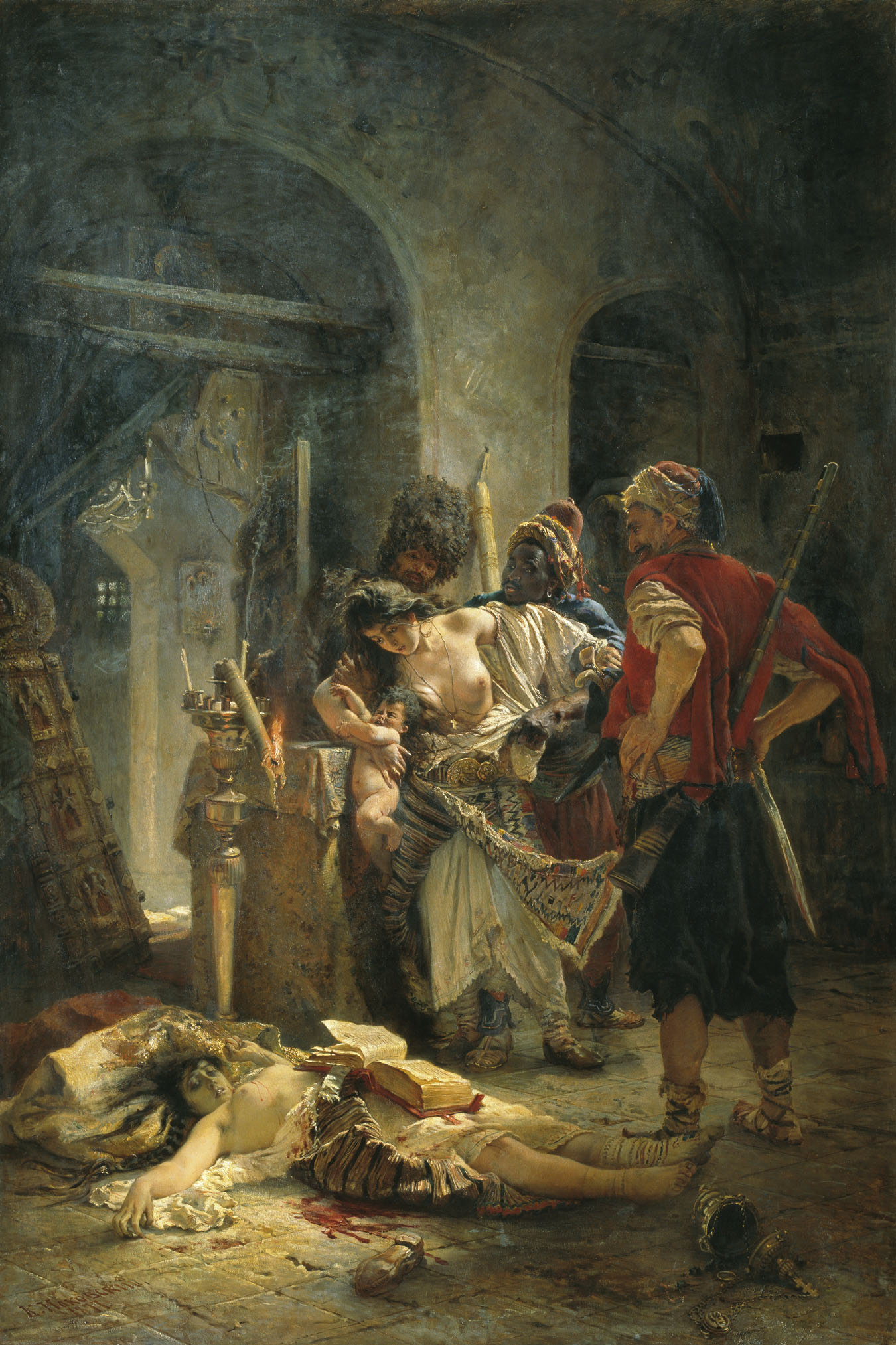
The Bulgarian martyresses por Konstantin Makovsky.

## Literatura
- Ottoman warfare, 1500-1700 by Rhoads Murphey. London : UCL Press, 1999.
- Özhan Öztürk (2005). Karadeniz (Black Sea): Ansiklopedik Sözlük. 2 Cilt. Heyamola Yayıncılık. İstanbul. ISBN 975-6121-00-9.